# Chris Isaak
Chris Isaak — другий студійний альбом рок-виконавця, Кріса Айзека, який вийшов в грудні 1986, року. Пісня з альбому, яка називалася Blue Hotel, стала популярним хітом, вийшла в 1987 році.

## Список композицій
1. You Owe Me Some Kind of Love—3:51
2. Heart Full of Soul—3:20
3. Blue Hotel—3:10
4. Lie to Me—4:12
5. Fade Away—4:15
6. Wild Love—2:57
7. This Love Will Last—2:45
8. You Took My Heart—2:31
9. Cryin—2:30
10. Lovers Game—2:55
11. Waiting for the Rain to Fall—3:39

## Чарт
| Чарт (1986/1999)                | Найвища позиція |
| ------------------------------- | --------------- |
| Australian Albums (ARIA Charts) | 148             |

## Сертифікації
| Регіон                                                                                          | Сертифікація | Продажі  |
| ----------------------------------------------------------------------------------------------- | ------------ | -------- |
| Австралія (ARIA)                                                                                | Золотий      | 35 000^  |
| Франція (SNEP)                                                                                  | Платиновий   | 300 000* |
| Іспанія (PROMUSICAE)                                                                            | Золотий      | 50 000^  |
| США                                                                                             | —            | 393,000  |
| *продажі, що базуються лише на сертифікаціях ^відвантаження, що базуються лише на сертифікаціях |              |          |